# Hailes Castle (Stanway)

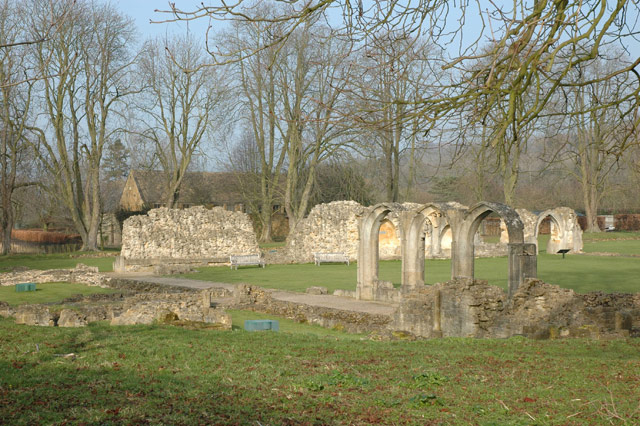
Die Ruinen von Hailes Abbey bedecken das frühere Burggelände

Hailes Castle ist eine abgegangene Burg im Dorf Stanway in der englischen Grafschaft Gloucestershire.
Die Burg wurde im 11. oder Anfang des 12. Jahrhunderts in der Nähe der heutigen Kirche St Peter im Dorf gebaut. Die war von einem Graben umgeben, der aber später verfüllt wurde. Am Anfang der schwierigen Bürgerkriegsjahre der Anarchie, in der Hailes Castle in den Jahren 1139–1145 eine Rolle spielte, ließ Ralph of Worchester die Burg neu befestigen. Vermutlich wurde die Hailes Castle in den 1240er-Jahren abgerissen, um Platz für den Bau der Hailes Abbey zu schaffen.